# Liste der Monuments historiques in Kaltenhouse
Die Liste der Monuments historiques in Kaltenhouse führt die Monuments historiques in der französischen Gemeinde Kaltenhouse auf.

## Liste der Objekte
| Bezeichnung                | Beschreibung                                                                               | Standort                         | Kennzeichnung | Schutzstatus   | Datum     | Bild           |
| -------------------------- | ------------------------------------------------------------------------------------------ | -------------------------------- | ------------- | -------------- | --------- | -------------- |
| Orgel                      | Ensemble aus PM67001032 und PM67000145                                                     | in der Kirche St-Wendelin (Lage) | PM67001031    | Inscrit Classé | 1982 1981 | weitere Bilder |
| Orgelprospekt              | 1838 von Stiehr-Mockers für die Kirche in Weitbruch gebaut, 1873 nach Kaltenhouse versetzt | in der Kirche St-Wendelin (Lage) | PM67001032    | Inscrit        | 1982      | weitere Bilder |
| Instrumentalteil der Orgel | 1838 von Stiehr-Mockers für die Kirche in Weitbruch gebaut, 1873 nach Kaltenhouse versetzt | in der Kirche St-Wendelin (Lage) | PM67000145    | Classé         | 1981      | weitere Bilder |